# 1440 Rostia
Az 1440 Rostia (ideiglenes jelöléssel 1937 TF) a Naprendszer kisbolygóövében található aszteroida. Karl Wilhelm Reinmuth fedezte fel 1937. október 11-én, Heidelbergben.